# La Semaine des Pyrénées
La Semaine des Pyrénées est un hebdomadaire local (journal régional à périodicité hebdomadaire), principalement présent dans le département des Hautes-Pyrénées.

## Historique
La Semaine des Pyrénées est créée en décembre 1994, par un ancien journaliste de La Dépêche du Midi, un an après et avec le même concept que la Semaine du Pays basque. Les éditions La Semaine sont leur société éditrice commune au départ.
Vers 1997 le destin des hebdomadaires va se séparer. En janvier 1998 le groupe Sogemedia acquiert en totalité la SARL les Éditions de l'Adour, éditrice de La Semaine des Pyrénées,.

## Organisation
Le journal emploie une équipe de neuf personnes dont quatre journalistes et s'appuie sur un réseau de correspondants. Le siège de la rédaction est à Tarbes (Hautes-Pyrénées).

### Éditions
L'hebdomadaire possède quatre éditions :
- Édition de Tarbes (agglomération)
- Édition du Val d'Adour (nord du département)
- Édition de la Haute-Bigorre (sud du département)
- Édition de Lannemezan (est du département)

## Diffusion
La diffusion (France) payée de cet hebdomadaire était de 3 491 exemplaires par semaine en 2021, diffusion totale de 3 763 exemplaires, mesurées par l'Alliance pour les chiffres de la presse et des médias (ACPM).
La Semaine des Pyrénées, qui parait le jeudi, dispose également d'un site Internet d'informations locales : lasemainedespyrenees.fr.